# Mặt Trời giả

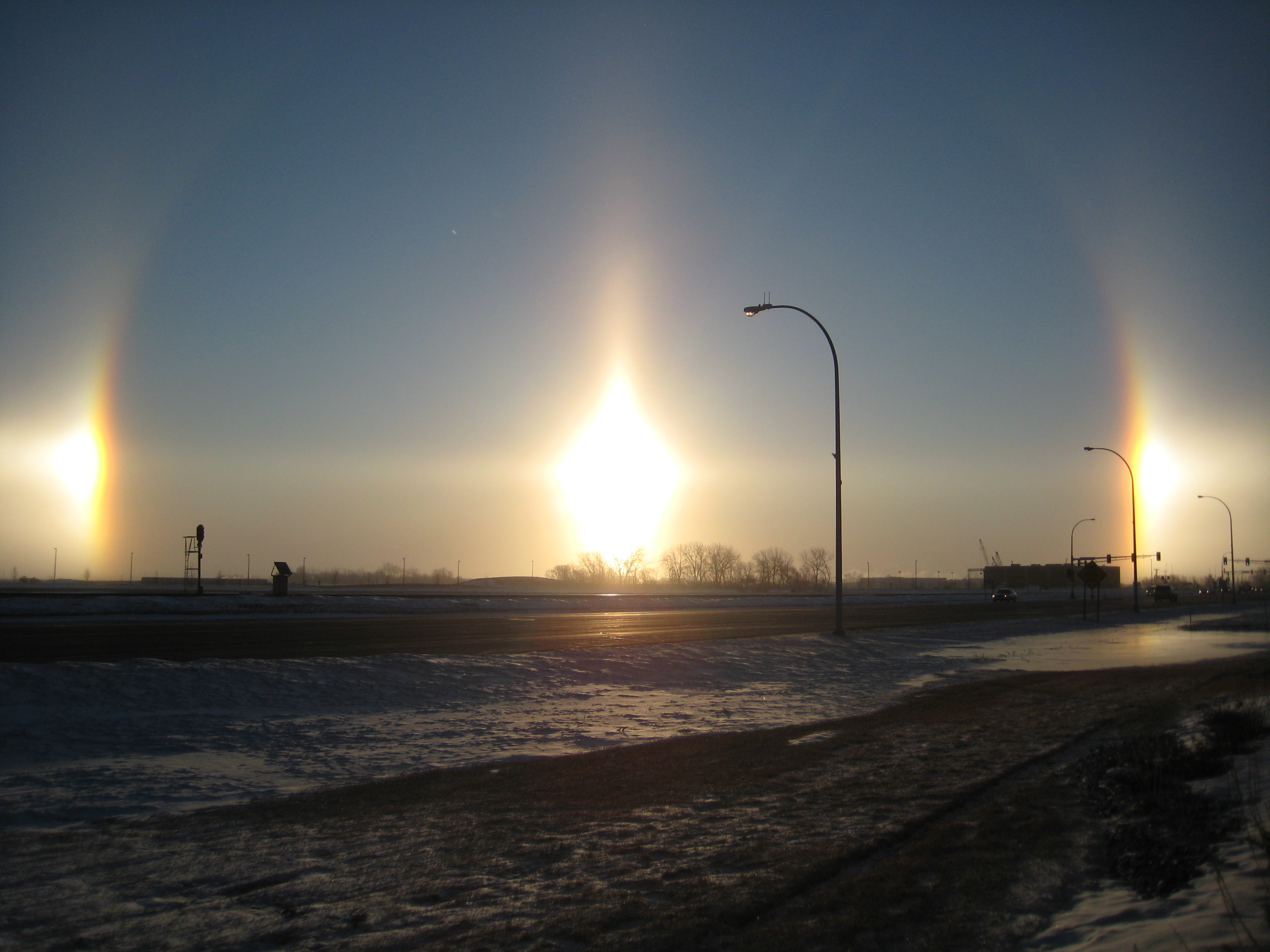
Mặt Trời giả rực rỡ trên Fargo, Bắc Dakota. Chú ý rằng quầng Mặt Trời có một điểm sáng là Mặt Trời giả.

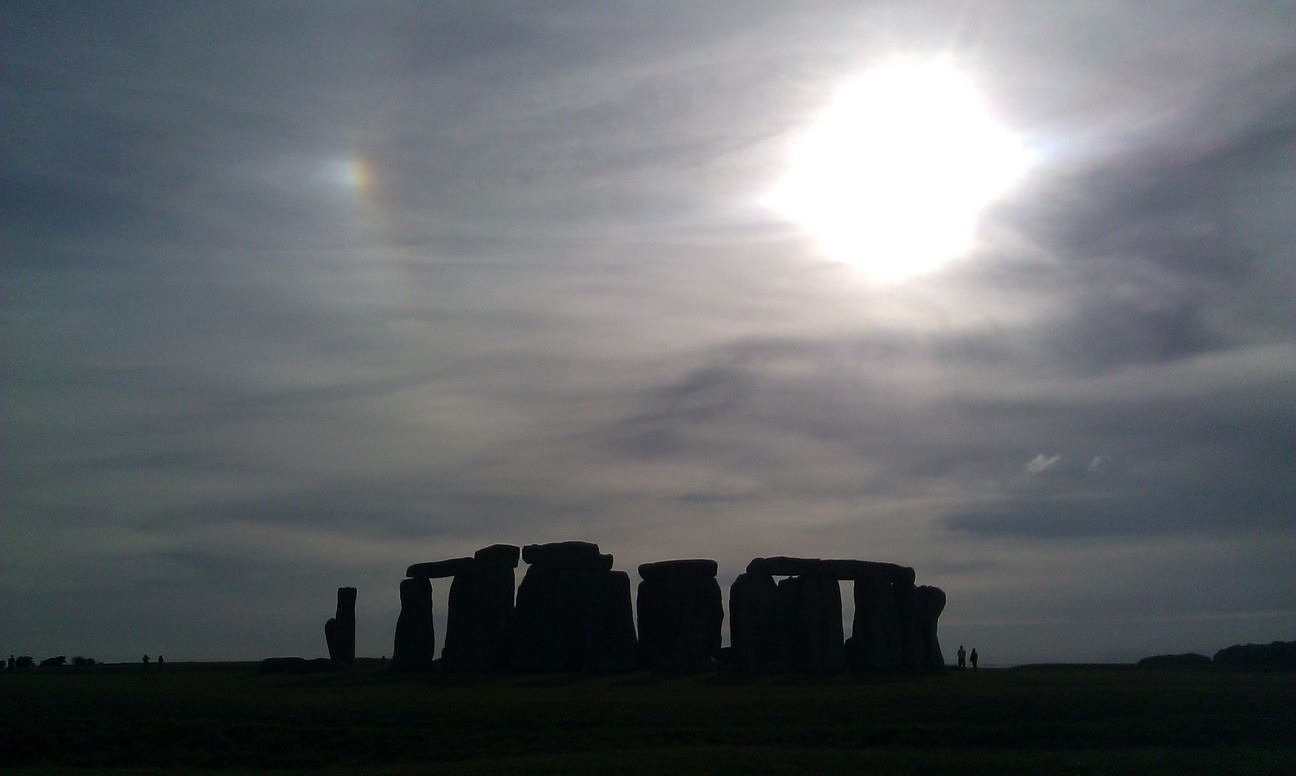
Mặt Trời giả tại Stonehenge.

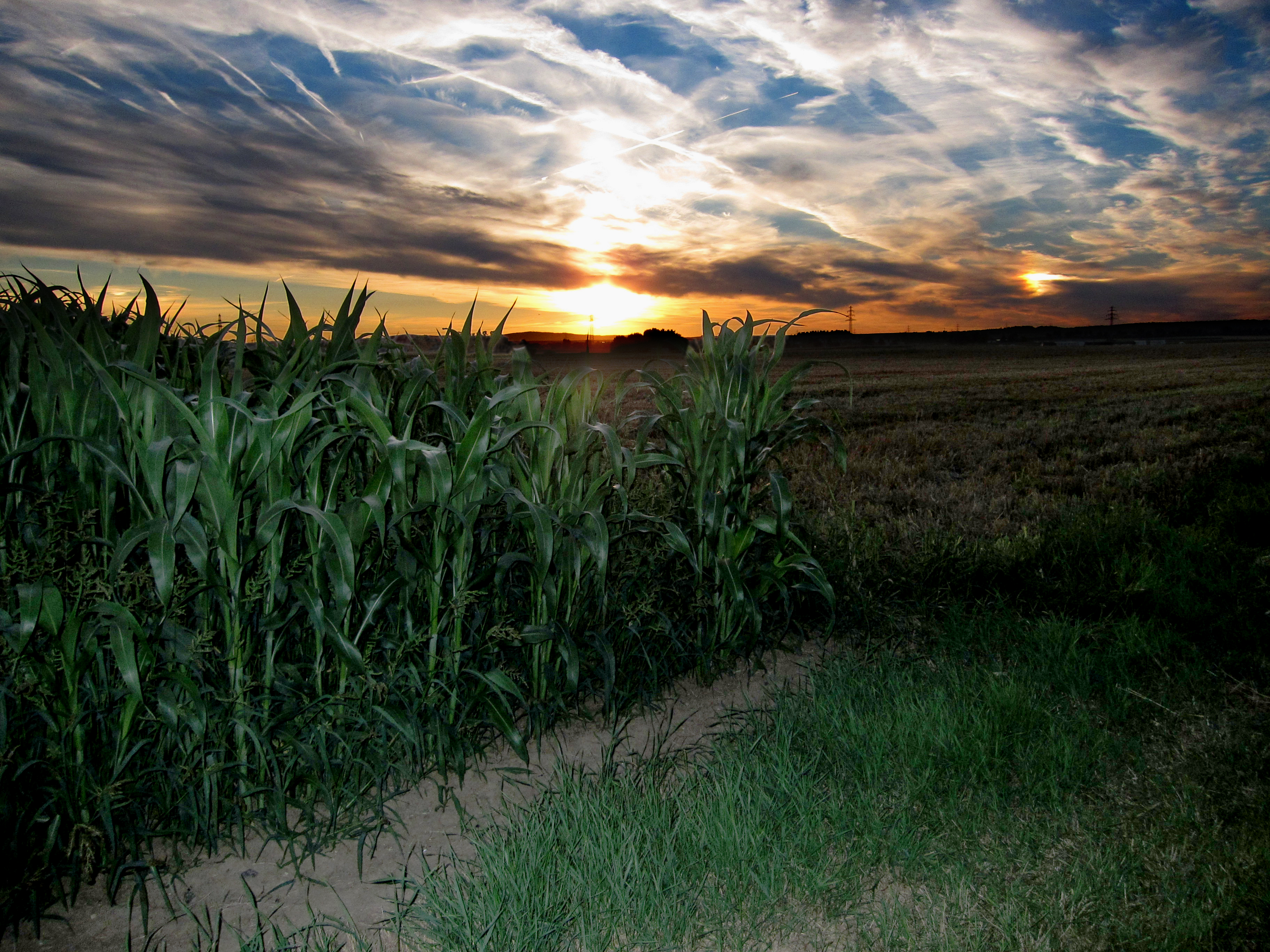
Mặt Trời giả tại Hesse, 12 tháng 8 năm 2012.

Mặt Trời giả hay Mặt Trời ma (tiếng Anh: Sun dog), tên khoa học là parhelion (số nhiều là parhelia), là một hiện tượng quang học khí quyển, gồm đốm sáng ở một hoặc cả hai bên của Mặt Trời. Hai Mặt Trời giả thường nằm ở hai bên Mặt Trời trong vòng hào quang 22°.
Mặt Trời giả là một loại hào quang được tạo ra do sự khúc xạ ánh sáng Mặt Trời bởi các tinh thể băng trong khí quyển. Mặt Trời giả thông thường xuất hiện như một đốm màu của ánh sáng ở bên trái hoặc bên phải của Mặt Trời, vị trí khoảng 22° ở bên trái và bên phải Mặt Trời, cùng độ cao với Mặt Trời so với đường chân trời. Chúng có thể được nhìn thấy ở bất cứ đâu trên thế giới tại bất kì thời điểm nào trong năm, nhưng chúng không luôn luôn rõ ràng hoặc sáng. Mặt Trời giả dễ thấy nhất khi ở gần đường chân trời.

## Ngữ nguyên học
Từ nguyên chính xác của sundog phần lớn vẫn còn là một bí ẩn. Từ điển tiếng Anh Oxford nói nó là "có nguồn gốc không rõ ràng".

## Sự hình thành và đặc tính

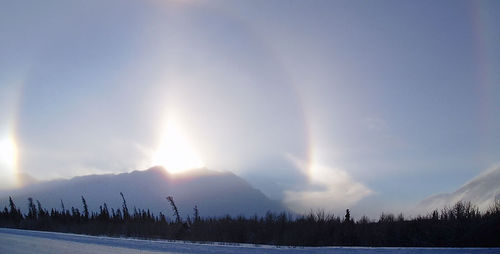
Quầng sáng trên dãy Kluane nhìn từ Quốc lộ Alaska gần Haines Junction, YT. Một hào quang 22°, hai Mặt Trời giả, có thể có thể nhìn thấy một vòng tròn mờ ảo, cũng như một vòng cung siêu đối xứng, mờ nhạt ở phía bên phải. Các quầng được tạo ra bởi các tinh thể băng trong khí quyển.

Mặt Trời giả thường được tạo ra bởi sự khúc xạ và tán xạ ánh sáng bởi các tinh thể băng lục giác dạng đĩa lơ lửng trong các đám mây ti hoặc mây ti tầng cao và lạnh, hoặc trôi trong không khí lạnh và ẩm như bụi kim cương. Các tinh thể này hoạt động như các lăng kính, bẻ cong các tia sáng đi qua chúng với độ lệch tối thiểu 22 °. Các tinh thể từ từ trôi xuống với bề mặt lục giác rộng lớn gần như nằm ngang, khi đó ánh sáng Mặt Trời bị khúc xạ và Mặt Trời giả có thể quan sát được ở bên phải hay bên trái Mặt Trời.Các đĩa tinh thể lớn hơn lắc lư nhiều hơn tạo các Mặt Trời giả cao hơn.
Mặt Trời giả có màu đỏ ở phía gần Mặt Trời nhất, càng xa màu chuyển từ cam sang xanh lam. Các màu sắc chồng chéo lên nhau đáng kể và bị bão hòa, không bao giờ tinh khiết. Màu của Mặt Trời Giả cuối cùng hợp thành màu trắng của vòng tròn Mặt Trời giả (nếu cái sau có thể thấy được).
Các đĩa tinh thể băng tương tự gây ra Mặt Trời giả cũng chịu trách nhiệm cho các màu sắc của vòng cung tròn, tức là 2 loại quầng này có xu hướng xảy ra đồng thời. Cái sau thường bị người xem bỏ qua do nó xuất hiện phía trên hoặc dưới tầm quan sát trực tiếp. Một loại quầng khác thường được thấy cùng với Mặt Trời giả là quầng 22°, tạo thành một vòng ở khoảng cách gần như nhau từ Mặt Trời giống Mặt Trời giả, vì vậy xuất hiện để liên kết chúng với nhau. Khi Mặt Trời lên cao hơn, các tia đi qua đĩa tinh thể ngày càng lệch khỏi mặt ngang, khiến góc lệch tăng lên và Mặt Trời giả di chuyển xa ra khỏi hào quang 22°, trong khi vẫn giữ nguyên độ cao.
Có thể dự đoán được các dạng Mặt Trời giả nhìn thấy trên các hành tinh khác và Mặt Trăng. Sao Hỏa có thể có Mặt Trời giả được hình thành từ nước đá và đá khô. Trên các hành tinh khí khổng lồ - Sao Mộc, Sao Thổ, Sao Thiên Vương và Sao Hải Vương - những tinh thể khác hình thành nên các đám mây amonia, methan và những và các chất khác có thể tạo hào quang với 4 Mặt Trời giả hoặc nhiều hơn.

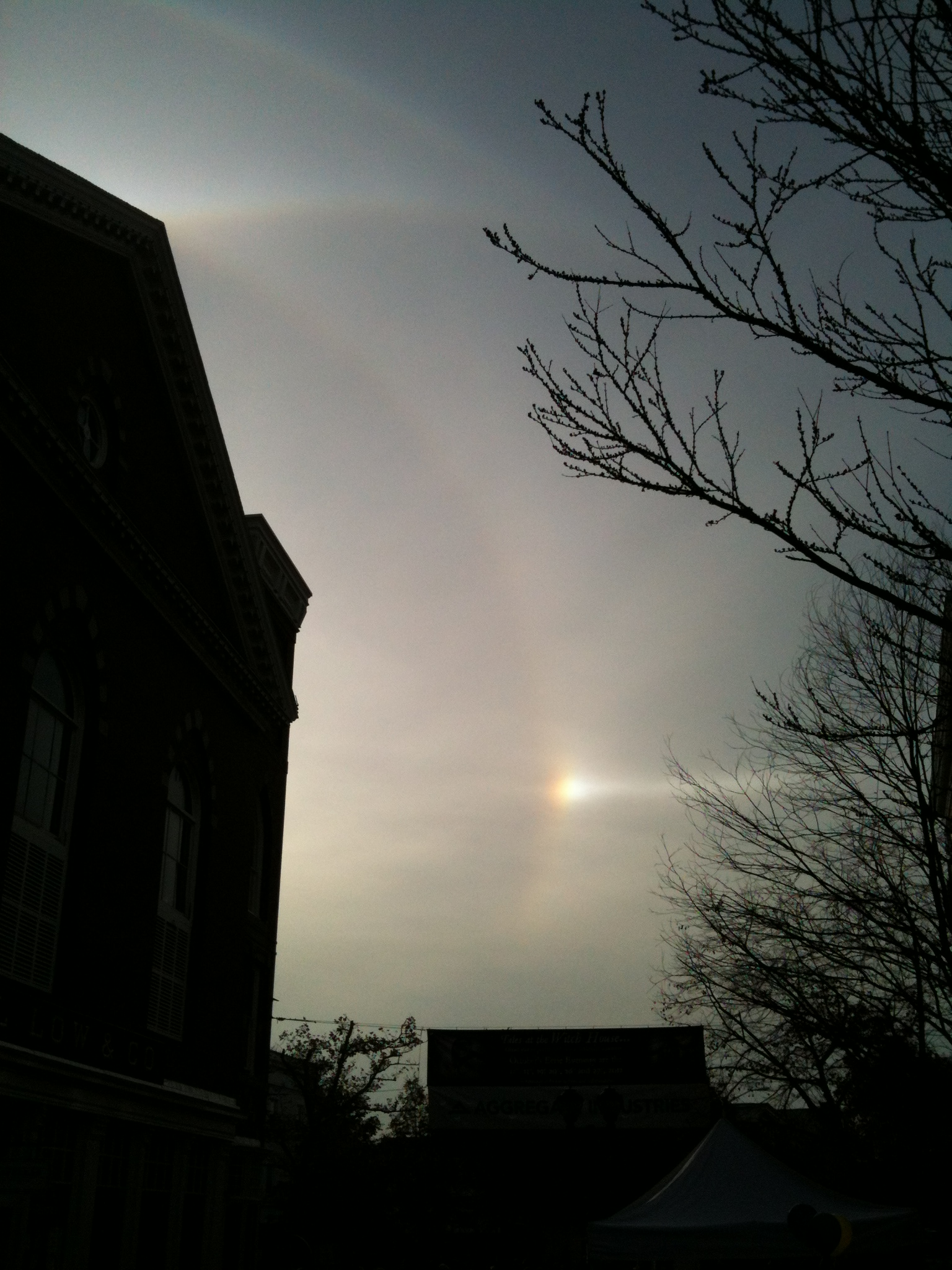
Mặt Trời giả tại Salem, Massachusetts, 27 tháng 10 năm 2012. Có thể nhìn thấy Cung Parry, Cung tiếp tuyến trên và Quầng 22°.

## Lịch sử quan sát

Hiện tượng Mặt Trời giả được mô tả trong Biên niên sử Nuremberg.